# Magsaysay (Misamis Oriental)
Magsaysay (Bayan ng Magsaysay) är en kommun i Filippinerna. Kommunen ligger på ön Mindanao, och tillhör provinsen Misamis Oriental. Folkmängden uppgår till 24 550 invånare.

## Barangayer
Magsaysay är indelat i 25 barangayer.
| - Abunda - Artadi - Bonifacio Aquino - Cabalawan - Cabantian - Cabubuhan - Candiis - Consuelo - Damayuhan - Gumabon - Kauswagan - Kibungsod - Mahayahay | - Mindulao - Pag-asa - Poblacion - San Isidro - San Vicente - Santa Cruz - Tibon-tibon - Tulang (Cadena de Amor) - Villa Felipa - Katipunan - Tama - Tinaan |